# Кровная месть
Кро́вная месть, также венде́тта (от итал. vendetta ← лат. vindicta «мщение») — древнейший принцип, характерный для родоплеменного строя, согласно которому лицо, совершившее убийство, либо кто-нибудь из членов его семьи (рода, племени, клана, группировки) обязательно подлежит смерти в порядке возмездия. Кровную месть осуществляет, соответственно, кто-либо из членов семьи, рода, племени, клана, группировки и т. д., к которой принадлежал убитый. В ряде случаев кровная месть заменялась выкупом или же переходом на пострадавшую сторону человека, совершившего убийство, для замещения убитого. Здесь человек воспринимается как часть родового («кровного») объединения, а понятие личной чести объединяется с пониманием чести всего кровного союза.

## Происхождение
Обычай кровной мести является элементом правовых систем, в которых государство либо не существует, либо не в состоянии обеспечить правопорядок (отсутствие монопольного права на насилие у государства). В такой ситуации за убийство семья жертвы наказывает семью преступника, чтобы восстановить семейную честь. В качестве семьи могут выступать, в зависимости от обычаев, не только биологические родственники, но и весь клан или группировка. Кровная месть появилась в первобытном обществе, где отсутствовали иные средства правового регулирования.
Кровная месть отражает принцип равного воздаяния за преступление, который в Ветхом Завете сформулирован как «око за око, зуб за зуб»: за нанесение вреда имуществу виновные отвечают соответствующим имуществом, за нанесение вреда здоровью — соответствующей материальной компенсацией, за убийство — изгнанием или смертью, что соответствует наиболее простому пониманию человеком справедливости. Возложение же ответственности на семью (род), с одной стороны, делает месть легче осуществимой, с другой — ставит убийцу в положение ответственного перед своей собственной семьёй, ведь если он избежит мести, она просто будет осуществлена по отношению к кому-то другому в семье.
Кровная месть чревата опасными последствиями — месть нередко становится ещё более жестокой, чем предшествовавшее ей преступление, влечёт за собой ответную «месть за месть», и в итоге выливается в долгие кровавые конфликты, нередко приводящие к обескровливанию обеих враждующих групп или полному уничтожению одной из них. С одной стороны, это служит определённым фактором сдерживания (с этим связывают, например, бытовавший у арабов-кочевников обычай грабительских набегов на соседей, при которых самым лучшим образом действий считалось захватить ценности, но никого не убивать, чтобы не провоцировать месть). С другой стороны, как было понято уже очень давно, негативные последствия слишком значительны; известны случаи, когда целые кланы мстили за события многолетней давности, в результате полностью уничтожая друг друга. Вследствие этого уже у древних народов существовали обычаи, позволяющие прекратить или предотвратить кровную месть. Так, у тех же арабов-кочевников род совершившего непреднамеренное убийство мог откупиться достаточно большим выкупом.
У кумыков адат кровной мести назывался «душман къавлав» (преследование врага), «къангъа къан» (кровь за кровь). Тухумная (родовая) солидарность выражалась вообще в защите всеми членами рода общих интересов против посягательства извне. Средством самообороны рода была кровная месть. «Кровная вражда некоторых семейств, — писал А. В. Комаров, — переходила из рода в род; иногда кровомщение завязывалось между селениями и длилось целые столетия. Жители некоторых селений, опасаясь от кровомщения, переходили на другие места и основали новые селения в чужих обществах». «Несмотря на судебную кару, — отмечал П. Ф. Свидерский о южных кумыках, — родственники убитого считают своим священным долгом пролить кровь убийцы или его родных, происходит новое убийство или ранение, влекущее с обратной стороны снова кровную месть, говорят, иные семьи враждуют таким образом целыми поколениями».

## Историко-географическое распространение
В средневековой Европе обычай имел широкое распространение.
Так, кровная месть была хорошо известна в Древней Руси: упоминание о ней присутствует в Русской Правде (XI—XII века), где, в частности, оговаривалось, кто имел право мстить за убийство родственника. За убийство мстили брат за брата, сын — за отца, отец — за сына, племянник — за дядю. В остальных случаях, а также в случае, если мстителя не находилось, убийца обязан был уплатить виру — штраф в пользу князя. В третьей четверти XI века кровная месть была законодательно запрещена сыновьями Ярослава Мудрого.
Месть была распространена и в средневековой Италии, скандинавских странах, среди германских народов и в странах, населённых представителями данных культур. Словом «вендетта» кровная месть называлась, главным образом, на островах Сардиния и Корсика, где она бытовала даже в начале XX века. В XII—XIX веках обычай практиковали греки-маниоты с полуострова Мани в Южной Греции.
Сегодня принцип кровной мести практикуется в странах Ближнего Востока, у некоторых кавказских народов, в Албании, а также в Южной Италии (см.: мафия).

## Современное право и кровная месть
По состоянию на начало 2009 года, законодательство Российской Федерации рассматривает мотив кровной мести при совершении убийства как отягчающее вину обстоятельство. За убийство на почве кровной мести статья 105 УК РФ предусматривает наказание в виде лишения свободы на срок от 8 до 20 лет либо пожизненного лишения свободы.

## Кровная месть в России
После Гражданской войны в некоторых местностях кровная месть была очень распространена: в 1924 году, по данным прокуратуры, 80 % тяжких преступлений в Дагестане совершались по мотивам мести. В 1931 году была введена поправка к Уголовному кодексу РСФСР, предусматривающая наказание вплоть до расстрела за убийство на почве кровной мести.
Бывший заместитель председателя Совмина Чечено-Ингушской АССР Лема Касаев говорил, что в советские времена на Северном Кавказе проводилась эффективная борьба с кровной местью:

В советское время в республиках Кавказа убийств было гораздо меньше, чем на всей территории СССР. Горцы всегда аккуратно относились к своим поступкам и даже словам, зная, что за них придётся отвечать. В советское время научились эффективно бороться с кровной местью, гибко применяя и Уголовный кодекс, и воспитательные меры. В УК была 231-я статья, карающая за уклонение от примирения (до двух лет лишения свободы). Это был сильный рычаг давления на тех, кто не хотел примиряться. В каждом районе Дагестана и Чечни были комиссии по примирению кровников, в которые входили старейшины, партийные и советские функционеры, душившие в зачатке любые конфликты между семьями и родами. Сейчас вся эта система разрушена. Более того, древняя традиция кровной мести наложилась на беспредел, который творится сейчас на Северном Кавказе. Людей убивают по экономическим, политическим и чисто уголовным мотивам, а прикрываются кровной местью.

Однако, по сообщениям печати, кровная месть в Чечне существует и в XXI веке.

## Кровная месть в литературе
- «Ромео и Джульетта»
- Марио Пьюзо — «Крестный отец»
- Марк Твен в одном из эпизодов книги «Приключения Гекльберри Финна» так описывает суть кровной мести глазами одного из героев романа:

— Ну вот, — сказал Бак, — кровная вражда — это вот что: бывает, что один человек поссорится с другим и убьёт его, а тогда брат этого убитого возьмёт да и убьёт первого, потом их братья поубивают друг друга, потом за них вступаются двоюродные братья, а когда всех перебьют, тогда и вражде конец. Только это долгая песня, времени проходит много.
- А. Дюма — «Граф Монте-Кристо». Рассказ Бертуччо графу:

— Ладно, — сказал я вполголоса, — если вы так хорошо знаете корсиканцев, вы должны знать, как они держат слово. По-вашему, убийцы правильно сделали, убив моего брата, потому что он был бонапартистом, а вы роялист. Хорошо же! Я тоже бонапартист, и я предупреждаю вас: я вас убью. С этой минуты я объявляю вам вендетту, поэтому берегитесь: в первый же день, когда мы встретимся с вами лицом к лицу, пробьёт ваш последний час.

- Алексей Пехов — «Под знаком Мантикоры»
- Михаил Коцюбинский — «Тени забытых предков»
- Кварри Ник — «Вендетта»
- Ги де Мопассан — «Вендетта»